# Joel Soisson
Joel Soisson (* 10. August 1956 in Los Angeles, Kalifornien) ist ein US-amerikanischer Filmproduzent, Regisseur und Drehbuchautor.

## Leben
Soisson begann seine Tätigkeit im Filmgeschäft in der Tonassistenz im Jahr 1980. Daran anschließend arbeitete er als einfacher Kameramann sowie als Produktionsassistent. 1983 verfasst Soisson erstmals ein Drehbuch (Hambone and Hillie) und begann somit seine Karriere als Drehbuchautor.
Als Regisseur und Produzent ist vor allem im Zusammenhang mit kostengünstigen Direct-to-Video-Produktionen bekannt. Regie-Debüt erfolgte 2005 mit God’s Army IV – Die Offenbarung. Sein Hauptbetätigungsfeld im Filmgeschäft ist die Filmproduktion, sein Schaffen umfasst hier rund 50 Produktion. Bekannte Filmreihen, an deren Fortsetzungen er sich beteiligte sind die Kinder des Zorns und Hellraiser – Das Tor zur Hölle.
Als Regisseur ist er ebenso wie als Produzent vor allem im Horrorgenre aktiv. Er inszenierte bislang neun Filme.

## Filmografie (Auswahl)

### Als Produzent
- 1986: Rebellen des Grauens (The Supernaturals)
- 1989: Bill & Teds verrückte Reise durch die Zeit (Bill & Ted’s Excellent Adventure)
- 1993: Maniac Cop 3 (Maniac Cop 3: Badge of Silence)
- 1995: Das Yakuza-Kartell (No Way Back)
- 1998: God’s Army II – Die Prophezeiung (The Prophecy II)
- 1998: Phantoms
- 2000: God’s Army III – Die Entscheidung (The Prophecy 3: The Ascent)
- 2000: Wes Craven präsentiert Dracula (Dracula 2000)
- 2001: Mimic 2
- 2001: Children of the Corn: Revelation
- 2003: Wes Craven präsentiert Dracula II – The Ascension (Dracula II: Ascension)
- 2005: Feast
- 2006: Pulse – Du bist tot, bevor Du stirbst (Pulse)
- 2011: Hellraiser: Revelations – Die Offenbarung
- 2012: Piranha 2 (Piranha 3DD)

### Als Drehbuchautor
- 1983: Hambone and Hillie
- 1986: Ragman (Trick or Treat)
- 2000: Highlander: Endgame
- 2000: Wes Craven präsentiert Dracula (Dracula 2000)
- 2001: Mimic 2
- 2005: Wes Craven präsentiert Dracula III – Legacy (Dracula III: Legacy)
- 2005: Hellraiser: Hellworld
- 2006: Hollow Man 2
- 2008: Pulse 2: Afterlife
- 2008: Pulse 3 – Die Invasion
- 2012: Piranha 2 (Piranha 3DDD)
- 2014: Cam2Cam
- 2015: Buffalo Rider
- 2018: Children of the Corn: Runaway
- 2019: Fatal Beauty

### Als Regisseur
- 2005: God’s Army IV – Die Offenbarung (The Prophecy: Uprising)
- 2005: God’s Army V – Die Apokalypse (The Prophecy: Forsaken)
- 2008: Pulse 2: Afterlife
- 2008: Pulse 3 – Die Invasion
- 2011: Kinder des Zorns: Genesis – Der Anfang (Children of the Corn: Genesis)
- 2014: Cam2Cam
- 2015: Buffalo Rider
- 2015: Girl Missing
- 2019: Fatal Beauty